# Gänseleitenbach
Der Gänseleitenbach ist ein rund 1,8 Kilometer langer, linker Nebenfluss des Lusenbaches in der Steiermark. Er entspringt im Westen der Gemeinde Haselsdorf-Tobelbad, östlich der Rotte Haselsdorf und westlich des Dorfes Badegg und fließt zuerst in einen Linksbogen und anschließend ziemlich geradlinig entlang der Gemeindegrenze zwischen Haselsdorf-Tobelbad und Lieboch insgesamt nach Südwesten. An der südwestlichen Gemeindegrenze von Haselsdorf-Tobelbad mit der Gemeinde Lieboch, nördlich des Hauptortes von Lieboch mündet er einige hundert Meter westlich der L336 in den Lusenbach, welcher danach geradeaus weiterfließt.